# Oda Miśnieńska
Oda Miśnieńska (ur. w okr. 996–1002, zm. po 1018 r.) – córka margrabiego miśnieńskiego Ekkeharda I i Swanhildy, córki księcia saskiego Hermanna Billunga, czwarta żona Bolesława Chrobrego.

## Życiorys
Jej ślub z Bolesławem Chrobrym miał miejsce w okresie Wielkiego Postu, kilka dni po zawarciu pokoju w Budziszynie w 1018 r. i traktowany był jako rękojmia zawartych układów. Znamy tylko jedno dziecko z tego małżeństwa – córkę Matyldę (późniejszą narzeczoną lub żonę księcia szwabskiego Ottona ze Schweinfurtu). 
Pożycie Ody z mężem prawdopodobnie nie układało się szczęśliwie. Przyczyną nieudanego związku mogła być znaczna różnica wieku małżonków (około 30 lat), a także przetrzymywanie przez Bolesława porwanej z Kijowa Przedsławy, córki władcy Rusi Kijowskiej – Włodzimierza Wielkiego. Dalsze losy Ody nie są znane. Według Długosza została wraz z mężem koronowana na królową Polski w 1025 roku. Jest to jednak tylko domysł średniowiecznego kronikarza. Miejsce i data jej śmierci są nieznane.

## Genealogia
| Günter ur. ok. 920 zm. 13 VII 982 | Günter ur. ok. 920 zm. 13 VII 982 |                                       |                                       | NN ur. ? zm. ? | NN ur. ? zm. ? |  |  | Hermann Billung ur. 900 lub 912 zm. 27 III 973 | Hermann Billung ur. 900 lub 912 zm. 27 III 973 |                                             |                                             | Oda saska ur. ? zm. 15 III po 973 | Oda saska ur. ? zm. 15 III po 973 |
|                                   |                                   |                                       |                                       |                |                |  |  |                                                |                                                |                                             |                                             |                                   |                                   |
|                                   |                                   |                                       |                                       |                |                |  |  |                                                |                                                |                                             |                                             |                                   |                                   |
|                                   |                                   | Ekkehard I ur. ok. 960 zm. 30 IV 1002 | Ekkehard I ur. ok. 960 zm. 30 IV 1002 |                |                |  |  |                                                |                                                | Swanhilda ur. w okr. 945–955 zm. 28 XI 1014 | Swanhilda ur. w okr. 945–955 zm. 28 XI 1014 |                                   |                                   |
|                                   |                                   |                                       |                                       |                |                |  |  |                                                |                                                |                                             |                                             |                                   |                                   |
|                                   |                                   |                                       |                                       |                |                |  |  |                                                |                                                |                                             |                                             |                                   |                                   |
|                                   |                                   |                                       |                                       |                |                |  |  |                                                |                                                |                                             |                                             |                                   |                                   |

|  |  | Bolesław I Chrobry ur. 967 zm. 17 VI 1025 OO 3 II 1018 | Bolesław I Chrobry ur. 967 zm. 17 VI 1025 OO 3 II 1018 | Oda Miśnieńska (ur. w okr. 996–1002 zm. po 1018) | Oda Miśnieńska (ur. w okr. 996–1002 zm. po 1018) |  |  |  |  |
|  |  |                                                        |                                                        |                                                  |                                                  |  |  |  |  |
|  |  |                                                        |                                                        |                                                  |                                                  |  |  |  |  |
|  |  |                                                        |                                                        |                                                  |                                                  |  |  |  |  |
|  |  |                                                        |                                                        | Matylda ur. w okr. 1018–1025 zm. po 1036         |                                                  |  |  |  |  |

### Źródła
- Kronika Thietmara, wyd. M. Z. Jedlicki, 1953.

### Opracowania
- Balzer O., Genealogia Piastów, Kraków 1895.
- Jasiński K., Rodowód pierwszych Piastów, Wrocław-Warszawa 1992.
- Urbański M., Poczet królowych i żon władców polskich, Warszawa 2006.